# Karsko (powiat myśliborski)
Karsko (niem. Karzig) – wieś w Polsce położona w województwie zachodniopomorskim, w powiecie myśliborskim, w gminie Nowogródek Pomorski.

## Historia
Karsko ma rodowód sięgający zapewne 2. połowy XIII wieku – pierwsze pisemne wzmianki o miejscowości spotykamy w roku 1282 – i ma związek z wielką własnością ziemską Klasztoru Cystersów w Kołbaczu koło Szczecina. Stanowiło jedną z 14 (lub 17) grangii klasztoru.
W 1535 roku został rozwiązany konwent cysterski w Kołbaczu, a Karsko stało się własnością panującego i margrabiego Jana z Kostrzyna. Sąsiedztwo dużych obszarów leśnych wyznaczyło Karsku rolę myśliwską (m.in. dziki, jelenie). Przyjeżdżali tu na polowania Hohenzollernowie, m.in. elektor Jan Jerzy, który w 1591 roku zaprosił do Karska dziewięciu książąt i hrabiów na łowy i kazania wygłaszane przez kaznodzieję z dworu saskiego (z Drezna) Urbana Birnbauma.
W 1946 wieś została włączona administracyjnie do nowo powstałego województwa szczecińskiego. Jej niemieccy mieszkańcy zostali wywłaszczeni i wysiedleni w trzech falach, które nastąpiły odpowiednio w czerwcu 1945, jesienią 1945 i w sierpniu 1946. Podczas i w wyniku wysiedlenia zginęły gwałtowną śmiercią 42 osoby, 9 popełniło samobójstwo, a 6 zmarło w obozach.
W latach 1945–1954 siedziba gminy Karsko. W latach 1954–1971 wieś należała i była siedzibą władz gromady Karsko, po jej zniesieniu w gromadzie Nowogródek Pomorski. W latach 1975–1998 miejscowość należała administracyjnie do województwa gorzowskiego. W miejscowości funkcjonuje założony w 1954 roku klub piłkarski KS „Piast” Karsko.

## Zabytki
Najstarszą budowlą w Karsku jest kościół. W średniowieczu był krótszy od obecnego od strony wschodniej o około 8 metrów. Założony był na planie prostokąta. Zbudowany został ze starannie obrobionych kostek granitowych. W połowie XVI wieku, po kasacji dóbr klasztornych kościół przystosowano dla potrzeb liturgii protestanckiej. Pozostawał on pod patronatem Państwa, a po 1624 roku również pod opieką właścicieli ziemskich dzierżawiących majątek. W okresie wojny trzydziestoletniej (1618–1648) Karsko wraz z folwarkiem i kościołem zostały zniszczone, dlatego też przebudowano dotychczasowy kościół, który przetrwał zapewne bez większych zmian do końca XIX wieku. Wówczas, w 1899 roku, jak to wynika z daty widniejącej na chorągiewce, miała miejsce ponowna generalna przebudowa świątyni m.in. postawiono w miejscu barokowej, masywną kamienno-ceglaną wieżę istniejącą do dziś.
W Karsku znajdują się ruiny zamku myśliwskiego zwanego czasem „dworem renesansowym” lub „starą gorzelnią”. Zbudował go w latach 1620–1640 Graf Adam von Schwartzenberg – minister elektora brandenburskiego Jerzego Wilhelma. Zabudowa dworska, założona z muru pruskiego, miała charakter mieszkalny i była przeznaczona dla dworu elektora w czasie polowań w lasach wokół Karska. Nad nią górował dwukondygnacyjny zamek myśliwski elektora. Poważne zniszczenie zamku musiało nastąpić w wyniku wojny trzydziestoletniej (1618–1648), Potopu (1655–1657) i wojny północnej (1700–1721) oraz w wyniku żywiołu niezależnego od wojny. Odejście dzierżawcy Schwartzenberga (mianowano go balliwem joannickim w Słońsku), wymienione powyżej pożogi wojenne, nowy kierunek stosunków ekonomiczno-politycznych w elektoracie brandenburskim odbiło się ujemnie na dalszym rozwoju Karska. W sumie, jaka siedziba domeny w rozbudowanej administracji pruskiej tamtego okresu, Karsko nie przedstawiało wartości. Po śmierci Schwartzenberga (1642 rok) majątkiem administrował w imieniu elektora brandenburskiego Valtiu Wernicke. Na tę sytuację zwrócił uwagę arcyksiążę Fryderyk II, gdy po opuszczeniu więzienia w Kostrzynie wizytował domenę karską we wrześniu 1731 roku. Po pierwszej wizycie książę napisał do ojca Fryderyka Wilhelma, iż administrator domeny w Karsku jest dobrym gospodarzem, lecz należałoby założyć nowy folwark na miejscu spalonego lasu. Sporządzony kosztorys, dotyczący założenia folwarku z budynkiem gospodarstwa, przesłał 23.X.1731 r. do zatwierdzenia, uzyskując zgodę na budowę. Nowy folwark zbudowano po zachodniej stronie dawnego majdanu i istnieje do dziś. Przy końcu wojny siedmioletniej (1756–1763) dzierżawcą Karska był Franz Balthasar Schonberg von Brenkenhoff (minister Fryderyka II). Zmarł 21.05.1780 roku w Gardzku (niem. Hohenkarzig).
W 1927 roku pozostałość renesansowego dworu stała się gorzelnią, wykorzystywaną przez właściciela majątku – Ulrich Thilo.
Trzeci z kolei zabytek Karska – dwór barokowy został zbudowany w roku 1755. Pełnego brzmienia nazwiska fundatora niestety nie udało się, jak do tej pory, zidentyfikować. Dwór zlokalizowano na terenie dawnego majdanu. Był i jest to obiekt parterowy. Budynek jest otoczony 3 hektarowym parkiem, w którym rosną lipy, klony, kasztanowce i dęby – wśród nich dwa pomnikowe 200-letnie okazy: dąb zwany „Chochołem” i lipa zwana „Brzęczadłem”. Na początku XX wieku przystąpiono do remontu i rozbudowy barokowego budynku. Ostatni dzierżawca Ulrich Thilo wraz ze swoją francuską żoną władał majątkiem w Karsku do czasów II wojny światowej.
(fragmenty z opracowania Piotra Wojciechowskiego)